# Guillaume Guérin
Ne doit pas être confondu avec Guillaume Guérin (avocat).
Pour les articles homonymes, voir Guérin.
Guillaume V Guérin, mort le 4 avril 1515, est un religieux français, 33e abbé du Bec.

## Biographie
Prieur de Meulan puis chapelain de l'abbé du Bec Robert d'Évreux, il lui succède à la tête de l'abbaye Notre-Dame du Bec après sa résignation en novembre 1491.
Après une administration d'une vingtaine d'années, il résigne en faveur de son neveu par sa sœur, Jean Ribault. Le roi Louis XII s'y oppose et souhaite placer Jean d'Orléans-Longueville, archevêque de Toulouse. Toutefois, la mort peu de temps après du roi permet au neveu de Guillaume Guérin d'accéder à l'abbatiat.
Il meurt le 4 avril 1515. Sa dalle funéraire, extraite à la Révolution, est offerte et conservée à l'église Sainte-Croix de Bernay.

## Blason
Blason de l'abbé Guillaume Guérin : deux coquilles en chef et un cœur en pointe.